# 水巻町
水巻町（みずまきまち）は、福岡県北部に位置する町。北九州地域（都市計画の圏域では北九州都市圏）に属する。

## 地理
町の東側は北九州市に、西側は遠賀川に接している。北九州市とは石炭産業が盛んであった時代（後述）から深い交流関係を持ち、同市を中心とした北九州都市圏（関門都市圏）に属し、10％通勤圏に定義される。同市の中でも、かつて同じ遠賀郡に属していた八幡西区（折尾・黒崎地区）との関係は特に親密である。町域内を通る国道3号や鹿児島本線などの沿線では住宅団地やマンションが多数建設されており、同市のベッドタウンとしての役割をもつ。

### 人口
| |                                        |  |
| 水巻町と全国の年齢別人口分布（2005年） | 水巻町の年齢・男女別人口分布（2005年） |  |
| ■紫色 ― 水巻町 ■緑色 ― 日本全国 | ■青色 ― 男性 ■赤色 ― 女性              |  |
| 水巻町（に相当する地域）の人口の推移 \| 1970年（昭和45年） \| 26,977人 \| \| \| 1975年（昭和50年） \| 24,377人 \| \| \| 1980年（昭和55年） \| 27,196人 \| \| \| 1985年（昭和60年） \| 30,062人 \| \| \| 1990年（平成2年） \| 29,756人 \| \| \| 1995年（平成7年） \| 31,289人 \| \| \| 2000年（平成12年） \| 31,623人 \| \| \| 2005年（平成17年） \| 30,679人 \| \| \| 2010年（平成22年） \| 30,021人 \| \| \| 2015年（平成27年） \| 28,997人 \| \| \| 2020年（令和2年） \| 28,114人 \| \| |                                        |  |
| 総務省統計局 国勢調査より |                                        |  |
| 1970年（昭和45年） | 26,977人                               |  |
| 1975年（昭和50年） | 24,377人                               |  |
| 1980年（昭和55年） | 27,196人                               |  |
| 1985年（昭和60年） | 30,062人                               |  |
| 1990年（平成2年） | 29,756人                               |  |
| 1995年（平成7年） | 31,289人                               |  |
| 2000年（平成12年） | 31,623人                               |  |
| 2005年（平成17年） | 30,679人                               |  |
| 2010年（平成22年） | 30,021人                               |  |
| 2015年（平成27年） | 28,997人                               |  |
| 2020年（令和2年） | 28,114人                               |  |

#### 国勢調査人口の推移
- 1889年（明治22年） 3,061人（参考）
- 1945年（昭和20年） 20,492人
- 1950年（昭和25年） 31,386人
- 1955年（昭和30年） 32,245人
- 1960年（昭和35年） 34,927人
- 1965年（昭和40年） 30,935人
- 1970年（昭和45年） 26,977人
- 1975年（昭和50年） 24,377人
- 1980年（昭和55年） 27,196人
- 1985年（昭和60年） 30,062人
- 1990年（平成2年） 29,756人
- 1995年（平成7年） 31,288人
- 2000年（平成12年） 31,623人
- 2005年（平成17年） 30,679人
- 2010年（平成22年）30,021人
- 2015年（平成27年）28,997人

### 面積
- 11.01㎢

### 隣接する自治体・行政区
- 北九州市（若松区・八幡西区）
- 中間市
- 遠賀郡
  - 芦屋町
  - 遠賀町

### 地名
水巻町は九州の自治体で唯一住居表示100%実施を達成している。また、郡部で町名設置100%実施も九州で唯一である。したがって、以下の町もすべて住居表示実施地区である。()内は住居表示実施前の主な旧大字名。梅ノ木団地を除き、1990年代の初めから町名の設置が行われた。
- 伊左座1丁目～5丁目(1丁目1994年、2～5丁目1993年、伊左座　他)
- 猪熊1丁目～10丁目(1992年、猪熊)
- 梅ノ木団地(1976年、古賀)
- 朳1丁目～2丁目[4](1996年、朳)
- おかの台(1995年、古賀)
- 鯉口(1998年、吉田)
- 古賀1丁目～3丁目(1996年、古賀)
- 頃末北1丁目～4丁目(1996年、頃末)
- 頃末南1丁目～2丁目(1997年、頃末)
- 下二西1丁目～3丁目(1994年、下二　他)
- 下二東1丁目～3丁目(1～2丁目1994年、3丁目1993年、下二　他)
- 高尾(1996年、頃末)
- 高松(1995年、古賀)
- 立屋敷1丁目～3丁目(1994年、立屋敷　他)
- 中央(1996年、古賀・頃末)
- 樋口(1995年、古賀)
- 樋口東(1995年、古賀)
- 二西1丁目～4丁目(1993年、二　他)
- 二東1丁目～3丁目(1993年、二　他)
- 緑ヶ丘1丁目～2丁目(1990年、朳・古賀)
- 宮尾台(1991年、吉田)
- 美吉野(1997年、吉田)
- 牟田(1995年、古賀)
- 吉田団地(1999年、吉田)
- 吉田西1丁目～5丁目(1～4丁目1998年、5丁目1999年、吉田)
- 吉田東1丁目～5丁目(1～4丁目1998年、5丁目1999年、吉田)
- 吉田南1丁目～5丁目(1999年、吉田)

## 歴史
かつては産出される石炭を元にした鉱工業が盛んであったが、エネルギー革命の影響を受けて急速に衰退した。最盛期の1960年代初頭に約3万5000人に達した人口は炭坑閉山が進むとともに減少を続け、1970年（昭和45年）以降は過疎地域に指定された。しかし、日本炭鉱古賀社宅跡地を住宅都市整備公団(当時)梅ノ木団地として再開発した事を筆頭に北九州市に近接する地の利を生かし同市のベッドタウンとして発展し始めたことで人口は増加に転じ、過疎地域指定は1990年（平成2年）に解除された。同年以降、人口は漸増傾向にあったが2005年（平成17年）の国勢調査で再び緩やかな減少に転じている。人口は2015年現在、約2万9千人であり遠賀郡では岡垣町に次ぐ規模である。町域の大半が市街化されており人口密度は2500人を超え、隣接する北九州市より高く、同市最多の人口の八幡西区とほぼ同水準である。

### 年表
- 1889年（明治22年）4月1日 - 町村制の施行により、水巻村が発足する。[5]
- 1940年（昭和15年）2月11日 - 町制施行して、水巻町となる。[6][5]
- 1961年（昭和36年）10月1日 - 鹿児島本線水巻駅が開業。[5]
- 1962年（昭和37年）6月28日 - 吉田宮尾の採石場で崩落事故。7人が死亡、11人が重軽傷。住宅7棟が半壊[7]。
- 1969年（昭和44年） - 日炭撤収で税収激減[8]
- 1970年（昭和45年） - 過疎地域に指定する。[5]
- 1988年（昭和63年）3月13日 - 筑豊本線東水巻駅が開業。[5]
- 1990年（平成2年） - 過疎地域の指定を解除する。[5]
- 2012年（平成24年）9月 - 町内全中学校の給食を開始する。[5]

### 歴代町長
- 矢野繁敏（2005年11月14日 - 2009年11月13日）1期
- 近藤進也（2009年11月14日 - 2013年11月13日）1期

## 行政

### 町長
- 美浦喜明（3期目）
- 任期：2025年11月13日

### 議会
- 定数：14人
- 任期：2023年4月30日

### 国際交流
太平洋戦争において、インドネシアなどの南方で捕虜となった連合国軍兵士の一部が水巻町の捕虜収容所に収容され、炭坑などの強制労働に従事した。しかし、食生活の違いからおこる栄養障害や事故などにより、多数の死者がでた。終戦後、生き残った捕虜はそれぞれの国へ帰還した。それからしばらくが経過し、1985年（昭和60年）、元オランダ兵捕虜らが結成した慰霊団が40年ぶりに水巻町を訪問した。それ以来、日蘭交流が始まり、今では行政同士での日蘭中学生交流事業など多方面での交流が進められ、友好の輪が広がっている。

### 警察
- 福岡県警察折尾警察署（北九州市八幡西区）の管轄である。
  - 水巻交番 - 遠賀郡水巻町頃末北4-8-1

### 町章
- 町制施行10周年を記念して1950年10月に制定され、[9]由来は遠賀川の水が三つ巴になり、渦巻きながら流れる様を「水巻」と図案化したもの[10][3][11]

### シンボルマーク
- 「水」を図案化したものである。[3][11]

### 町木・町花
- 町木 - イチョウ[3][11]
- 町花 - コスモス[3][11]

## 地域

### 水道
上水道事業については、2012年10月に北九州市の上水道事業に統合され、北九州市上下水道局から水の供給を受けている。これは、北九州市発足前に旧八幡市などと水道事業に関する企業団を組織していたことの名残で、町内に自前の水処理施設を持たないためである。

### 教育
町内に高等学校以上の教育機関は存在しない。かつては水巻町立水巻高等学校（前身は福岡県立遠賀高等学校水巻分校）があったが、1963年（昭和38年）に廃校となった。
高等学校普通科の通学区は町内全域が第三学区（北九州市若松区・八幡東区・八幡西区・中間市・遠賀郡内各町）。

#### 中学校
- 水巻町立水巻中学校
- 水巻町立水巻南中学校

#### 小学校
- 水巻町立猪熊小学校
- 水巻町立朳（えぶり）小学校
- 水巻町立頃末小学校
- 水巻町立伊左座小学校
- 水巻町立吉田小学校

#### 商業施設
- グランモール
- ライフガーデン水巻
- 水巻町の直売所 夢工房（農産物直売所）

## 交通

### 空港
町内に空港は存在しない。最寄りの空港は北九州空港で、水巻町内との間には空港連絡バスなどはないが定額タクシーのサービスがある。北九州空港のほか、便数の多さなどから福岡空港を使う町民も多い。

### 鉄道路線
九州旅客鉄道（JR九州）
鹿児島本線：水巻駅
筑豊本線（福北ゆたか線）：東水巻駅

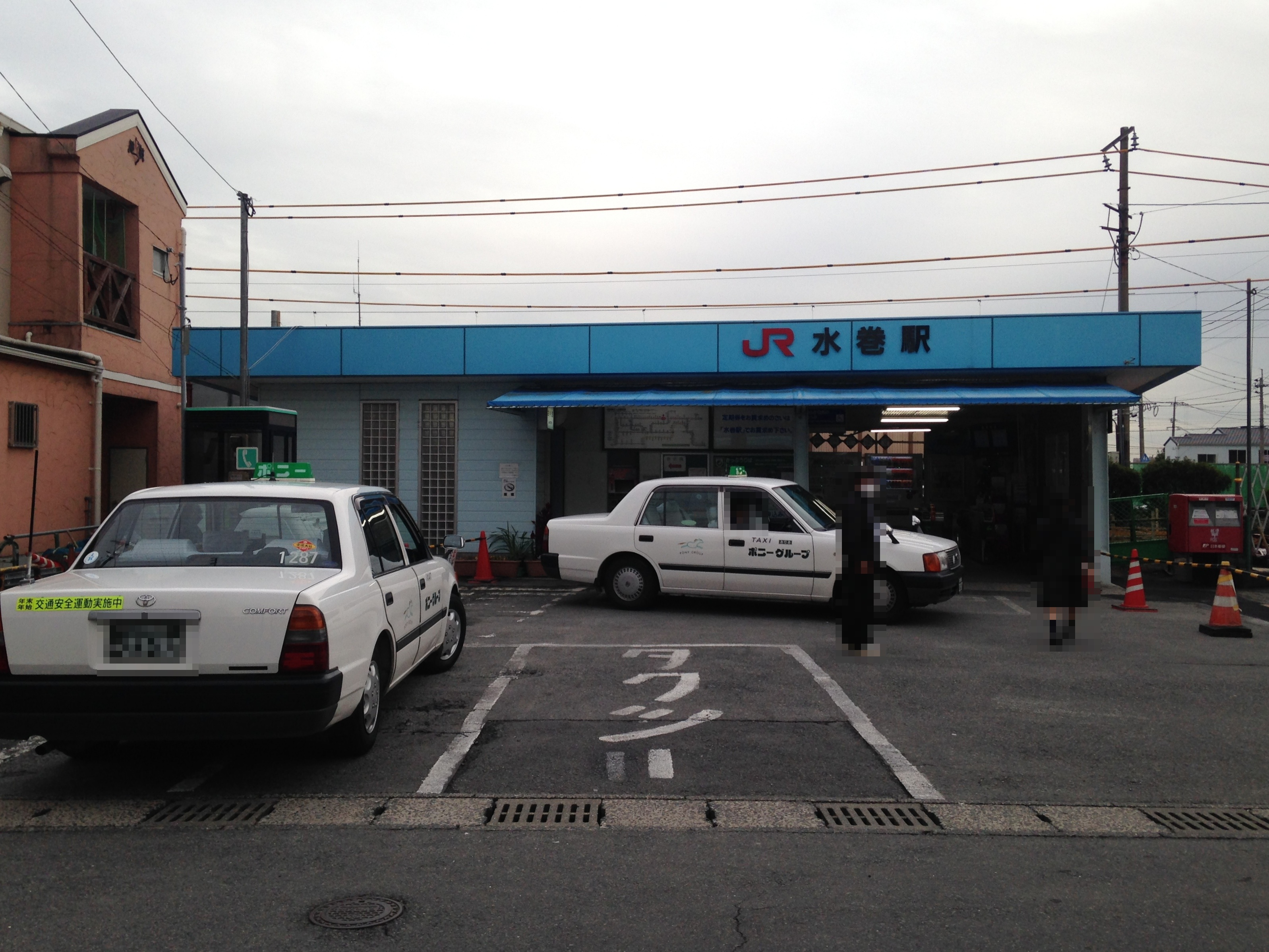
水巻駅

- 北部地域からは直通する路線バスは水巻駅ではなく折尾駅を基点としており、所要時間も10分〜15分程度であるため、全列車が停車する北九州市八幡西区の折尾駅を利用する住民も多い。

### 道路
高速道路
町内に高速道路は通っていない。最寄り高速道路インターチェンジは九州自動車道鞍手インターチェンジ。北九州市内との間を都市高速経由で移動する場合は4号線黒崎出入口が最寄りとなる。
国道
- 国道3号

主要地方道
- 福岡県道26号北九州芦屋線
- 福岡県道73号直方水巻線

一般県道
- 福岡県道202号水巻芦屋線
- 福岡県道203号中間水巻線（含県道バイパス南北縦貫道路）

### バス
- 北九州市交通局 - 水巻駅の南側と、水巻駅の北側の総合運動公園・図書館・中央地区・頃末地区を循環する町内路線がある。ただし朝夕は水巻駅南側のみ循環する。水巻駅南側の循環ルートの一部が中間市域にかかっているが、中間市中心部や中間駅とは連絡していない。他に町北部の住宅地内に他地域とを結ぶ路線が運行されている。2009年4月より西鉄バス北九州が水巻町内路線を全線廃止したため、現在では水巻町内で一般路線バスを運行しているのは北九州市交通局のみとなっている。
- 水巻町福祉バス（ゆめあいバス） - 福祉バス。
  - 運賃に関しては全区間無料。ただし、高齢者・障害者とその介護者・妊婦と乳幼児のみしか乗車が出来ない。
  - 東回り・西回りと南北線いう区切りで運行されている。
  - 運行本数は日/4本。西回りは57停留所・東回りは55停留所で約1時間30分かけて回っている。
  - 福祉バスに関しては一般バス路線と違い、主要道路の他に細部に路線が存在している為、非常に便利である。
  - 2009年4月の北九州市営バスの南部地区乗り入れに伴い3号車が廃止となる。

#### 廃止路線
- 水巻町中部の廃止路線
  - 以前、折尾車庫より国道3号線・遠賀川駅を経由し芦屋車庫へ西鉄バス北九州が芦屋ローカル線の路線バスを運営していたが、2005年4月1日に芦屋ローカル線廃止。
  - これにより水巻駅より遠賀川駅までは西鉄バスの空白地帯となった（遠賀町・芦屋町は路線廃止後、コミュニティバスを運営しているが水巻町では福祉バスの存在+北九州市営バス（芦屋ローカル線廃止当時は北部のみ）が運営されているため、コミュニティバスの切替はない）。
  - 2009年4月に南部の運営母体が北九州市営バスへ変更になったため、中部のバス路線が一部復活した。
- 水巻町南部の廃止路線
  - 前述の通り以前、水巻南部は西鉄バス北九州が運営をしていた。
  - 2009年3月末をもって63番系統・64番系統の一部区間廃止・系統廃止になったため、水巻町（63番系統は上二公民館以北・64番系統は岩瀬以北）のバス路線が全廃となった。
  - 黒崎駅バスターミナルまで伸びていた路線も末期は全て折尾車庫止まりとなっていた。
  - これにより折尾駅より遠賀川駅までの西鉄バス路線が全廃されたこととなる。

## 観光・催事・スポーツ

### 観光名所
- 八劔神社
- 水巻町図書館
- 水巻町歴史資料館

### スポーツチーム
- 日炭高松硬式野球部（社会人野球） - 1958年から1961年にかけて日炭高松炭鉱を拠点に活動していた。

## 水巻町ゆかりの著名人

### 出身者
- 貴ノ嶺明彦（元幕内力士）
- 矢ノ浦国満（元プロ野球選手）
- 吉原正平(元プロ野球選手)
- 香月一也(プロ野球選手・オリックスバッファローズ所属)
- 国友やすゆき（漫画家）
- 畑中猛重（俳優）

### 在住者
- yurinasia（ダンサー）